# Danamon Open
Danamon Open (также известный как Открытый чемпионат Индонезии среди женщин) — профессиональный женский теннисный турнир, проходивший под эгидой WTA и Индонезийской Теннисной Ассоциации в 1993-97 годах.
Соревнование игралось на открытых кортах с хардовым покрытием, обустроенных в комплексе Gelora Senoyam Stadium.

## Общая информация
Турнир организован накануне сезона-1993 как завершающее соревнование весенней серии турниров на зарде, проводящейся в юго-восточной Азии между Australian Open и весенним грунтовым сезоном, подготовительным к Roland Garros.
Соревнование прожило в календаре WTA пять сезонов, после чего было закрыто. Лицензия соревнования подобного уровня была выкуплена организаторами турнира в хорватской Макарске.

### Победители и финалисты
Единственной теннисисткой, игравшей в финале одиночных соревнований более одного раза является местная спортсменка Яюк Басуки трижды доходившая до решающего матча и выигравшая два титула.
Рекордсменкой парного турнира по числу титулов является австралийка Кристи Редфорд. Она трижды доходила до решающего матча и трижды брала титул. Дважды её партнёршей выступала американка Николь Арендт. Дважды парный турнир брала пара, обе спортсменки в которой представляли одну страну: в 1996-м году лучшими стали японки Рика Хираки и Наоко Кидзимута, а год спустя австралийки Керри-Энн Гюс и Кристин Редфорд.
Двум теннисисткам удалось побывать в финалах соревнований в обоих разрядах: японка Юка Ёсида проиграла все свои решающие матчи, а вот румынка Ирина Спырля выиграла парный титул.
Единожды за десять финальных матчей один из соперников досрочно признавал своё поражение и не выходил на игру: Яюк Басуки отказалась от игры за одиночный титул-1996.
Единожды за историю турнира обе стороны претендентов на титул представляли одну страну: две японки разыграли одиночный титул-1997. В парном разряде в решающий матч выходили не более трёх соотечественниц (три американки играли в финале турнира-1993).

## Финалы прошлых лет

### Одиночные турниры
| Год  | Чемпионка      | Финалистка      | Счёт финала |
| ---- | -------------- | --------------- | ----------- |
| 1997 | Наоко Савамацу | Юка Ёсида       | 6-3 6-2     |
| 1996 | Линда Уилд     | Яюк Басуки      | Без игры    |
| 1995 | Сабина Хак     | Ирина Спырля    | 2-6 7-6 6-4 |
| 1994 | Яюк Басуки (2) | Флоренсия Лабат | 6-4 3-6 7-6 |
| 1993 | Яюк Басуки     | Энн Гроссман    | 6-4 6-4     |

### Парные турниры
| Год  | Чемпионки                             | Финалистки                     | Счёт финала |
| ---- | ------------------------------------- | ------------------------------ | ----------- |
| 1997 | Керри-Энн Гюс Кристин Редфорд (3)     | Ленка Немечкова Юка Ёсида      | 6-4 5-7 7-5 |
| 1996 | Рика Хираки Наоко Кидзимута           | Лоранс Куртуа Нанси Фебер      | 7-6 7-5     |
| 1995 | Клаудиа Портвик Ирина Спырля          | Лоранс Куртуа Нанси Фебер      | 6-2 6-3     |
| 1994 | Николь Арендт (2) Кристин Редфорд (2) | Керри-Энн Гюс Андреа Стрнадова | 6-2 6-2     |
| 1993 | Николь Арендт Кристин Редфорд         | Эми де Лоун Эрика де Лоун      | 6-3 6-4     |